# Trisetum sibiricum
Trisetum sibiricum är en gräsart som beskrevs av Franz Josef Ivanovich Ruprecht. Trisetum sibiricum ingår i släktet glanshavren, och familjen gräs. Inga underarter finns listade i Catalogue of Life.